# フクシア
フクシア（Fuchsia ラテン語発音: [ˈfʊk.si.a] フクスィア）は、アカバナ科の低木である。花が美しいので鉢植えなどでよく栽培される。訛ってホクシャなどとも呼ばれる。

## 概要
魚釣りの浮子のように垂れ下がって花が咲くことから和名は「釣浮草」と名付けられた。また、その蕾がひょうたんに似ていることから「瓢箪草」とも呼ばれている。
フランス語ではフュシャ、フュクスャ（fuchsia [fy.ʃja, fyk.sja]）、スペイン語ではフクスャ（fucsia [fuk.sja]）、ドイツ語ではフクスィエ（Fuchsie [ˈfʊksiə]）、英語ではフューシャ（fuchsia [ˈfjuːʃə]）、ハンガリー語ではフクスィア（fukszia [ˈfuksiɒ]）、フィンランド語ではヴェレンピサラト（verenpisarat [ˈveremˌpisɑrɑt]）、エスペラント語ではフクスィーオ（fuksio [fukˈsiːo]）。
フクシアは属名（ドイツの植物学者レオンハルト・フックスにちなむ）で、100種ほどの原種からなる。栽培品種も雑種起源のものを中心にして多種多様である。南米（一部は中米やポリネシア）の熱帯・亜熱帯原産で、小低木が多いが、中には高さ10m以上の高木になるもの（ニュージーランド産Fuchsia excorticata）もある。
細長いがくと幅広い花弁が4枚ずつあって、がくが鮮紅色で花弁が紫のものなど、様々な色のものがあり、フクシアの名を冠した色名（フクシャ）がある。
原産地ではおもにハチドリによって送粉される。果実は1cm前後の液果で暗赤色に熟し、細かい種子を多数含み、食べられる。
温室で栽培されるものもあるが、耐寒性のあるものはイギリスなどでも戸外で栽培され非常にポピュラーである。茎がしだれ花が下向きに咲くものが多いので、吊り鉢に植えて高い所に飾ることが多い。
冷涼な気候のヨーロッパで品種改良されたため、夏の暑さには弱く、日本での栽培には不向きであった。しかし、近年日本の酷暑でも夏越しできる新品種「エンジェルス・イヤリング」が開発され、日本でも園芸種として普及した。

## 画像

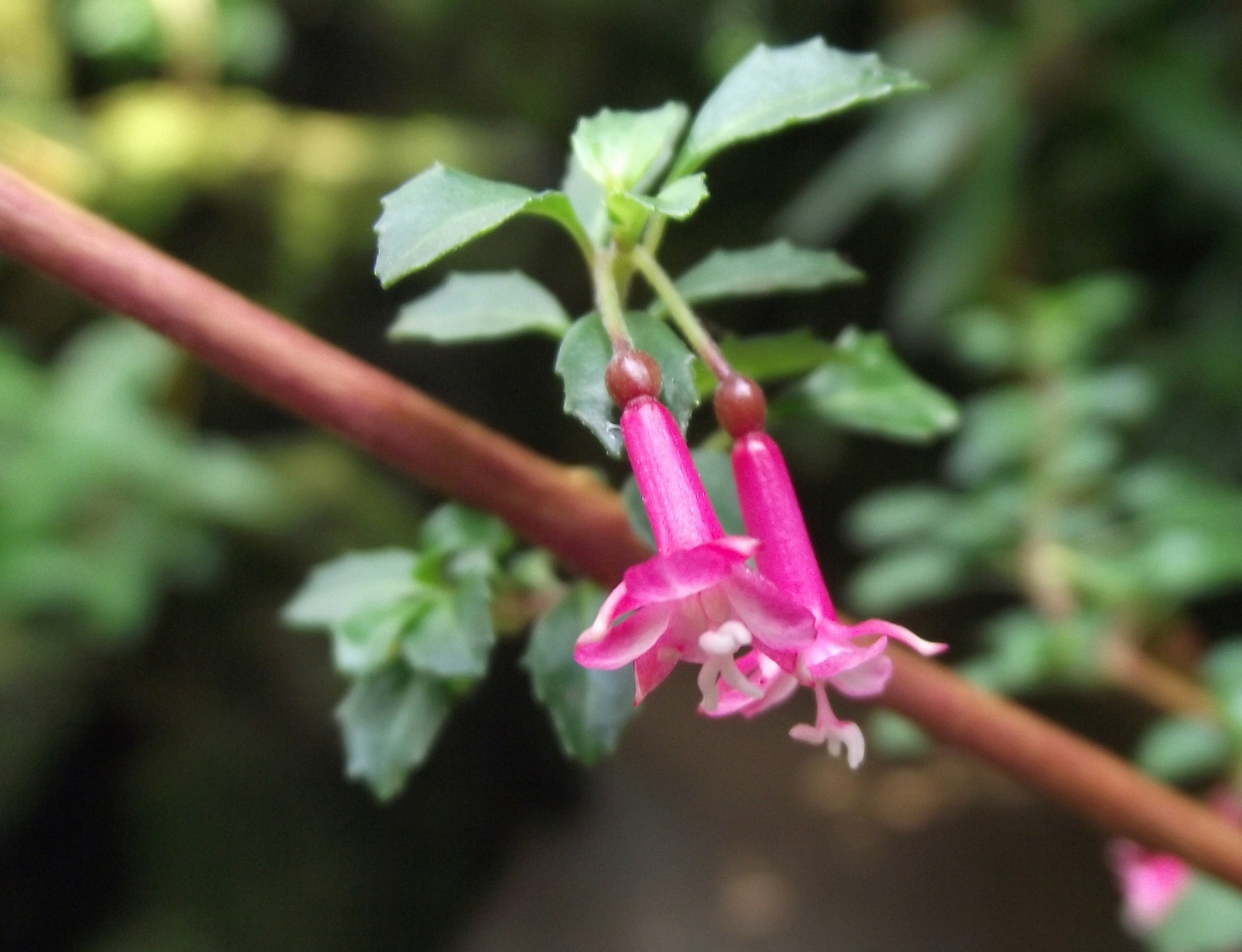
フクシアの一種であるフクシア・マイクロフィラ。